# Singapur en los Juegos Olímpicos de Río de Janeiro 2016
Singapur participa en los Juegos Olímpicos de 2016 en Río de Janeiro, Brasil, del 5 al 21 de agosto de 2016, con un total de 25 atletas en 7 deportes y 24 pruebas.
El jugador de bádminton Derek Wong Zi Liang fue el abanderado durante la ceremonia de apertura.

## Medallero
| Medalla        | Nombre           | Deporte  | Evento              | Fecha        |
| -------------- | ---------------- | -------- | ------------------- | ------------ |
| Medalla de oro | Joseph Schooling | Natación | 100 metros mariposa | 12 de agosto |